# Hans und die Bohnenstange
Hans und die Bohnenstange (Originaltitel: Jack and the Beanstalk) ist ein US-amerikanischer Fantasyfilm aus dem Jahr 1952 von Jean Yarbrough mit dem Komiker-Duo Abbott und Costello in den Hauptrollen. Der Film wurde von Exclusive Productions produziert und von Warner Bros. in den Verleih gebracht. Er basiert auf dem Märchen Hans und die Bohnenranke von Benjamin Tabart.

## Handlung
Eloise Larkin und Arthur Royal führen ein Laientheater. Für eine Kostümprobe braucht Eloise einen Babysitter für ihre beiden Kinder. Ihr Sohn Donald ist jedoch sehr berüchtigt, so dass sich kein Babysitter findet. Eloise wendet sich an Polly, die eine Vermittlungsagentur betreibt. Um rechtzeitig mit ihrem Freund, dem hünenhaften Polizeisergeant Riley, ausgehen zu können, schickt sie kurzerhand Jack und dessen Manager Mr. Dinkel zu den Larkins. Jack erweist sich als vollkommen inkompetent, was Daniel so beeindruckt, dass er nicht nur von seinen Streichen absieht. Er lässt es zu, dass ihm Jack seine Lieblingsgeschichte vorliest. Jack kann jedoch nicht gut lesen, und nach einigen Schwierigkeiten liest Daniel nun Jack die Geschichte vor, der nach einiger Zeit eindöst und zu träumen beginnt.
Der Wirrkopf Jack Strong lebt mit seiner Mutter in einem Dorf, das von einem Riesen terrorisiert wird. Der Riese hat die königlichen Juwelen gestohlen, daher ist Prinzessin Eloise gezwungen, Prinz Arthur aus einem benachbarten Königreich zu heiraten. Eloise hat Arthur noch nie gesehen und stimmt der Hochzeit nur zu, damit ihr Vater sein Königreich vor dem Ruin retten kann. Auf dem Weg zur Hochzeit macht sie Rast an dem Haus der Strongs. Da der Riese auch die Nahrungsvorräte des Dorfs gestohlen hat, schickt Mrs. Strong Jack los, ihre Kuh Henry an den Metzger Mr. Dinkelpuss zu verkaufen. 
Auf dem Weg zum Metzger begegnet Jack dem Prinzen, der von der Aussicht, nur wegen des Geldes geheiratet zu werden, nicht begeistert ist. Während des Gesprächs hören sie den Riesen durch den Wald rumpeln. Als der Lärm endet, merkt Jack, dass Arthur verschwunden ist. Im Dorf wird Jack von Mr. Dinkelpuss übers Ohr gehauen, der ihm als Bezahlung fünf magische Bohnen gibt. Der Metzger hat nicht lange Freude, denn auch Henry wird vom Riesen gestohlen. Auf dem Heimweg erfährt Jack von Dorfbewohnern, dass der Riese die Prinzessin entführt hat. Zu Hause erzählt er seiner Mutter von der Entführung und den magischen Bohnen. Kopfschüttelnd fordert sie Jack auf, die Bohnen einzuplanen.
Am nächsten Morgen ragen Bohnenranken in den Himmel. Jack will hochklettern, um den Tod seines Vaters zu rächen, die Prinzessin befreien sowie die Kuh Henry und die goldene Eier legende Henne Nellie zurückholen. Dinkelpuss hört von der Henne und folgt Jack. Oben angekommen sehen die beiden das Schloss des Riesen, werden von diesem aber schon bald gefangen genommen. Im Schloss werden Eloise und Arthur von Polly, der Haushälterin des Riesen, und der sprechenden Harfe Patrick bewacht. Beide wollen als Person gemocht werden und nicht auf Grund ihres Ranges, deshalb geben sie ihre wahre Identität einander nicht bekannt. Arthur, der sich als Troubadour ausgibt, gewinnt mit seinem Gesang Eloises Herz. Jack und Dinkelpuss werden zur Arbeit gezwungen und verhelfen dabei dem Pärchen zu einem mitternächtlichen Spaziergang. 
Polly ist gewillt, bei der Flucht zu helfen und schlägt vor, dass sich die vier Gefangenen von schlanken Bäumen aus dem Schloss katapultieren lassen. Am nächsten Morgen will der Riese Jack zum Frühstück verspeisen, wird aber von den anderen mit einem Baumstamm niedergeschlagen. Da die Tür versperrt ist, müssen sie sich an einem Kronleuchter durch das Fenster in den Garten schwingen. Auch Henry und Nellie schaffen es nach draußen, nur Jack bleibt wegen des wieder zu sich kommenden Riesen zurück. Mit Mühe kann Jack entkommen und die anderen finden, die sich über die Schlossmauer katapultieren lassen. Jack vergisst, sich auf den Stamm zu setzen und bleibt erneut zurück. Die anderen klettern die Bohnenranken hinunter. Dinkelpuss erzählt den Bewohnern von Jacks Heldentod. Als der König zur Hochzeitszeremonie erscheint, erkennen Eloise und Arthur, dass sie sich gegenseitig angelogen haben. Sie vertragen sich aber schon nach kurzer Zeit. Dann beobachten Bewohner, dass Jack die Ranken hinunterklettert, gefolgt von dem Riesen. Am Boden angekommen, ergreift Jack eine Axt und hackt die Ranken durch. Der Riese stürzt in die Tiefe und schlägt durch den Erdboden bis nach China. Im Jubel kniet Jack nieder, um vom König geehrt zu werden.
Im Haus der Larkins erwacht Jack in dem Moment, als Donald ihn mit einer Vase krönt. Eloise und Arthur kehren von der Kostümprobe zurück. Schlaftrunken kann Jack den Traum von der Realität nicht unterscheiden und verlässt das Haus mit einem Anfall von Größenwahn.

## Hintergrund
Gedreht wurde der Film vom 9. Juli bis zum 4. August 1951 in den Hal-Roach-Studios in Culver City.
Während die Fantasyszenen in Farbe gedreht wurden, wurden die Szenen in der Gegenwart im Sepiaton aufgenommen. Die Babysitting-Szene wurde von Lou Costellos Bruder Pat geschrieben, der die Idee bekam, als er seiner vierjährigen Tochter etwas vorlas.
Fred M. MacLean war für das Szenenbild zuständig.
Für William Farnum war es die letzte Filmrolle.
Folgende Songs von Lester Lee und Bob Russell wurden im Film gespielt:
- Jack and the Beanstalk
- I Fear Nothing
- Darlene
- Dreamer's Cloth
- He Never Looked Better in His Life

## Synchronisation
Die deutsche Synchronfassung entstand 2008 im Auftrag der Atelier Musik und Synchron GmbH in Hannover.
| Rolle                     | Schauspieler | Deutscher Synchronsprecher |
| ------------------------- | ------------ | -------------------------- |
| Mr. Dinkel/Mr. Dinkelpuss | Bud Abbott   | Kai Henrik Möller          |
| Jack/Jack Strong          | Lou Costello | Michael Westpfahl          |

In der Originalfassung wurden die Tiere von Mel Blanc gesprochen, die sprechende Harfe von Arthur Shields.
Deutschsprachige Alternativtitel sind Jack the Giant Killer und in Österreich Jack und die Bohnenstange. 

## Veröffentlichung
Die Premiere des Films fand am 4. April 1952 in Paterson (New Jersey) statt, der Geburtsstadt Lou Costellos. In Österreich kam er 1954 in die Kinos. In der Bundesrepublik Deutschland kam er am 13. Juli 2009 auf DVD heraus.

## Kritiken
Der Filmkritiken-Aggregator Rotten Tomatoes hat in einer Auswertung von sieben Kritiken eine Zustimmungsrate von 43 Prozent errechnet. Das Publikumsergebnis hat sich bei 37 Prozent positiver Bewertungen eingependelt.
Richard Scheib schrieb im Kritikportal Moria, der Film sei einer der langweiligsten des Komikerduos.
Graeme Clark von The Spinning Image befand, dass Abbott und Costello nicht in ihrem Element seien.
Der Kritiker des TV Guide hingegen sah slapstickhafte Verfolgungsjagden, die zu den besten des Duos gehören.